# Riserva naturale integrale Grotta Monello
La riserva naturale integrale Grotta Monello è un'area naturale protetta situata nel territorio comunale di Siracusa (precisamente nei dintorni di Cassibile), al confine con quello di Avola e a poca distanza da Canicattini Bagni, ed è stata istituita nel 1998 dell'Assessorato Territorio e Ambiente della Regione Siciliana e affidata in gestione all'Università degli Studi di Catania. Ha un'estensione di circa 60 ha e si trova nel settore orientale dell'altopiano ibleo.

## Territorio
La riserva è stata istituita con l'obiettivo di tutelare l'eccezionale sviluppo di stalattiti e stalagmiti e la ricca fauna cavernicola con importanti endemismi troglobi appartenenti a Isopodi e Diplopodi identificati all'interno della grotta Monello. I confini della riserva coincidono con quelli del SIC "Grotta Monello" (cod. ITA090011) e comprendono, oltre alla già citata grotta la quale costituisce la zona A di riserva, l'areale di superficie della stessa, estendendosi a ovest fino al vallone del torrente Moscasanti e all'adiacente cava di pietra dismessa, a nord fino alla strada Spinagallo, a sud fino alla grotta Perciata I o del Conzo, mentre a est comprende diversi terreni agricoli. L'area di superficie costituisce la zona B di riserva.

### Grotta Monello

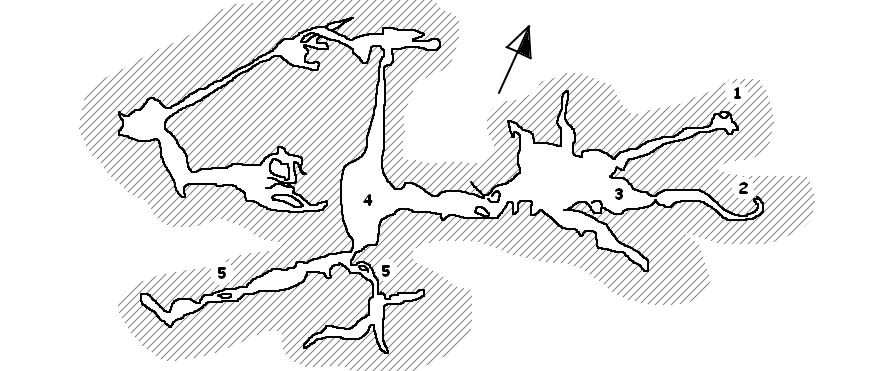
Pianta della grotta Monello (tratta da Isabella Turbanti-Memmi, Advances in Archaeometry, Springer, 2010, p. 482).

La Grotta Monello venne scoperta e parzialmente esplorata per la prima volta nell’autunno del 1948 da Lucio Vizzini e dal suo ex compagno di ginnasio Santo Tiné. Durante una casuale visita a un frantoio del siracusano, avevano appreso da Sebastiano Monello (il proprietario del terreno circostante) di un inspiegabile soffio d’aria passante tra le pietre del suo oliveto. 
Improvvisatisi speleologi i due si calarono con una fune in una sassosa fessura tra gli ulivi, ed esplorarono una parte di un complicato sistema di bellissime grotte di cui portarono alla luce - oltre a tanta paura per la temeraria esplorazione - frammenti cretacei di grande interesse preistorico. L’interesse suscitato portò in seguito all'organizzazione di un’esplorazione scientifica da parte del sovrintendente del museo archeologico Prof. Bernabò Brea, noto studioso di preistoria, e di Santo Tiné. Inizialmente aperta alle visite turistiche, venne chiusa al momento della scoperta degli organismi troglobi endemici che la abitano, affinché venisse tutelata la loro esistenza. 
La cavità ha una genesi legata alle diverse fasi del processo di dissoluzione carsica dovuto ad acque meteoriche che si infiltrano nel sottosuolo tra le innumerevoli fratture tipiche degli ammassi rocciosi calcarei. Essa venne per il resto esplorata scientificamente nel 1954 da una piccola spedizione composta da Santo Tiné e lo speleologo triestino Giulio Perotti, insieme alla Grotta Palombara, al Vallone Moscasanti, alla Grotta della Chiusazza e alla Grotta Monello. La grotta ha uno sviluppo lineare complessivo di 540 m ed è notevole per la ricchezza e la varietà di strutture di concrezionamento.

## Flora
Nell'areale di superficie della riserva, zona B, è presente la tipica vegetazione di macchia a euforbia arborescente (Euphorbia dendroides) alla quale si accompagnano l'olivastro (Olea europaea), il mirto (Myrtus communis), il lentisco (Pistacia lentiscus), il terebinto (Pistacia terebinthus) e l'alaterno (Rhamnus alaternus), il cardo mariano (Silybum marianum), il salvione giallo (Phlomis fruticosa). All'interno dell'area protetta sono poi presenti oliveti, mandorleti e carrubeti oltre a specie sinantropiche dalle fioriture appariscenti come il crisantemo giallo (Chrysanthemum coronarium) e l'acanto (Acanthus mollis).

## Fauna

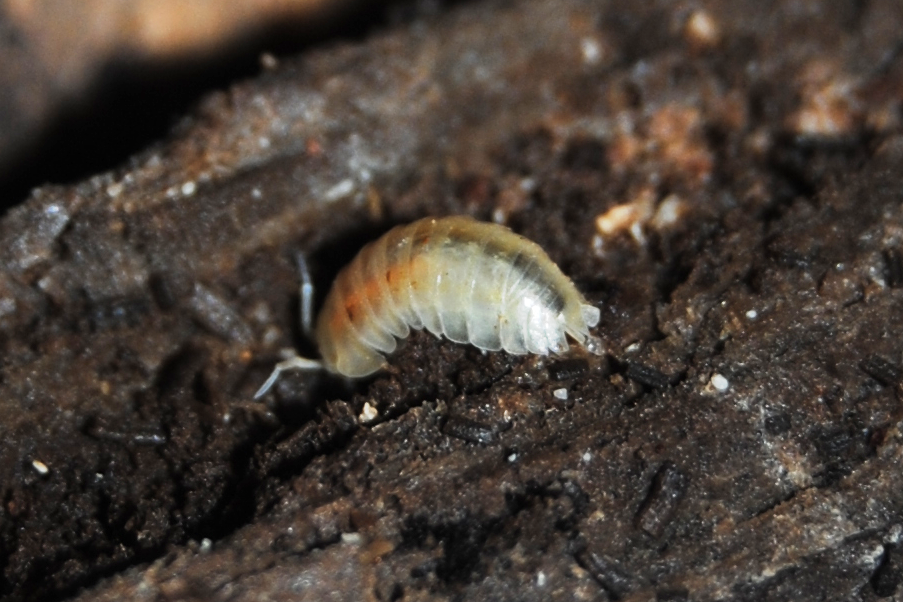
Armadillidium lagrecai, isopode endemico della grotta.

La riserva naturale presenta alcune specie endemiche caratteristiche del piano carsico. La fauna cavernicola è caratterizzata dalla presenza di invertebrati e vertebrati. Tra i primi, di particolare valenza, sono gli pseudoscorpioni Chtonius multidentatus e Roncus siculus, l'isopode terrestre Armadillidium lagrecai e il diplopode Sicilmeris dionysii. I vertebrati annoverano il pipistrello Rhinolophus ferrumequinum, segnalato nella grotta a piccoli gruppi.
L'ambiente epigeo è caratterizzato dal tipico patrimonio faunistico delle “cave iblee”, che annovera specie di uccelli di particolare pregio e rarità, quali la coturnice sicula, l'allocco, il gheppio, il corvo imperiale; di rettili ormai rari e a forte rischio di estinzione, come il colubro leopardino e la testuggine di Hermann; di mammiferi schivi ed elusivi, quali la martora e l'istrice.

## Archeologia
Entro il perimetro della Riserva ricade anche parte della Grotta del Conzo, denominata in passato Grotta Perciata. 
I diversi ambienti speleologici esplorati restituirono diversi reperti di notevole interesse archeologico, comprendenti un arco cronologico piuttosto esteso – relativo soprattutto al periodo compreso tra il Neolitico Superiore e la prima Età del bronzo, ma talora anche fino alla tarda antichità – e costituiti da vasi, cocci, prodotti litici e conchiglie.
In particolare la Grotta del Conzo restituì frammenti dell'Età del rame che Tiné identificò come Stile del Conzo, caratterizzato dalla divisione in quattro settori della superficie del vaso e dall'uso cromatico molto vistoso, uno stile che presenta una notevole affinità con le ceramiche dipinte dell'Anatolia, importante testimonianza degli influssi culturali del Mediterraneo nell'Età del Rame. Reperti attribuiti allo Stile del Conzo si rinvennero anche all'interno della Grotta Monello.

## Fruizione
Per lungo tempo il sito non è stato fruibile, sia per ragioni di conservazione che di mancata organizzazione. All'inizio del 2016 però è stata predisposta un'apertura del sito ai visitatori esterni e ai turisti che ne facciano richiesta.
Il 14 luglio 2017 è stato inaugurato anche il Museo del carsismo ibleo che introduce alla visita della grotta.